# Корморан (вспомогательный крейсер, 1909)
«Корморан» — вспомогательный крейсер Кайзерлихмарине (с 1914 года), ранее грузо-пассажирский пароход «Рязань», построенный в Эльбинге (Германия) в 1909 году для Российской Империи — использовался в Добровольном флоте как пассажирское, грузовое и почтовое судно на маршрутах между черноморским побережьем и портами Тихого океана.

## Служба в Российской империи
Пароход использовался в Добровольном флоте для регулярного сообщения между Чёрным морем и российским побережьем Тихого океана, однако в случае войны, его могли мобилизовать и использовать в качестве вспомогательного крейсера. В связи с этим пароход был подготовлен к установке артиллерийских орудий. Также в 1913—1914 годах обслуживал экспресс-линию Владивосток — Нагасаки — Шанхай.

### Захват судна
В ночь с 3 на 4 августа 1914 года, около четырёх утра, к юго-востоку от Корейского полуострова (вблизи острова Цусима), «Рязань» была обнаружена с лёгкого крейсера «Эмден». На «Эмдене» дали предупредительные выстрелы и подняли сигнал «немедленно остановиться», после чего начали преследование. «Рязань», развив скорость в 17 узлов начала уходить от погони в японские территориальные воды подавая сигналы бедствия. Когда с крейсера открыли огонь на поражение, то на «Рязани» застопорили машины и легли в дрейф. Поднявшаяся на борт призовая команда из 20 вооружённых матросов под командой обер-лейтенанта Юлиуса Лаутербаха установила, что это это пароход русского Добровольного флота «Рязань» с 80 пассажирами на борту. 6 августа «Рязань» была отведена в немецкую колонию в бухте Цзяочжоу близ Циндао (Киао-Чао), где на неё установили несколько артиллерийских орудий с небоеспособного небронированного крейсера типа Буссард «Корморан» (в сентябре затоплен рабочими доков). Перестроенный пароход также получил название «Корморан» нем. SMS Cormoran (в некоторых источниках «Корморан II»). Команду пополнили моряки с «Корморана» и с канонерок «Илтис» и «Фатерлянд» вместе с прочими добровольцами. 7 августа новый вспомогательный крейсер «Корморан» был введён в состав Кайзерлихмарине как вспомогательный крейсер. К этому времени Германия уже находилась в состоянии войны и с Великобританией.
В ходе Первой мировой войны «Рязань» стала первым призом, захваченным Германией у Российской империи.

## Служба в Германии
13 августа состоялось совещание старших офицеров эскадры, на котором вице-адмирал граф фон Шпее объявил, что в связи с большим количеством кораблей противника в Индийском океане и проблемами со снабжением эскадры углём он намеревается совершить переход в Южную Атлантику и развернуть крейсерские действия у берегов Южной Америки.
10 августа 1914 года новый «Корморан» вышел из залива Циндао и, преследуемый японскими кораблями, отправился в Океанию. Когда 14 декабря «Корморан II» вошёл в гавань Апра острова Гуам, в его бункерах оставалось всего 50 тонн угля.
Ввиду напряжённых дипломатических отношений между Германией и США и ограниченного запаса угля на Гуаме губернатор Уильям Джон Максвелл отказался выделить «Корморану» более чем символическое количество угля. Американские власти потребовали от капитана корабля либо в 24 часа покинуть остров, либо интернироваться. Этот ультиматум привёл к почти двухлетнему пату между немецким экипажем и американцами, пока на смену заболевшему губернатору Максвеллу не пришёл его заместитель Уильям П. Кронан, который решил, что США следует относиться к немецкому экипажу более гостеприимно. Отныне «Корморану» не разрешалось покидать территорию порта, но с членами его экипажа обращались дружественно.
Когда 7 апреля 1917 года Конгресс США объявил войну Германии, капитан Адальберт Цукешвердт (нем. Adalbert Zuckschwerdt) решил затопить «Корморан II», чтобы избежать сдачи или захвата корабля. Именно тогда прозвучал первый выстрел между США и Германской империей в ходе Первой мировой войны, хотя об этом почти не упоминается в американской истории. Американские моряки на Гуаме увидели приготовления немцев к затоплению корабля и дали выстрел поверх носа «Корморана». 9 членов экипажа, погибшие при затоплении корабля, были похоронены со всеми военными почестями на военно-морском кладбище Аганьи. После того, как американцы спасли и подобрали всех выживших немцев, Кронан похвалил Цукешвердта за храбрость, проявленную его командой. Американский флот провёл ограниченную спасательную операцию, в ходе которой был поднят судовой колокол. Он был выставлен в музее военно-морской академии США в Аннаполисе, штат Мэриленд. В последующие годы ныряльщики поднимали другие предметы.
Немецкий экипаж был отправлен в Форт-Дуглас, штат Юта, откуда некоторых перевели в Форт-Макферсон, штат Джорджия. Они вернулись в Германию 7 октября 1919 года спустя почти год после окончания войны.
Корпус «Корморана II» лежит на левом боку на глубине в 34 м. Рядом лежит японское судно Токаи-мару (Tokai Maru), потопленное американской подлодкой «Снейпер». Таким образом, это одно из немногих мест, где можно увидеть корпус судна Первой мировой войны рядом с корпусом судна Второй мировой войны.
В 1975 году останки корабля были внесены в Национальный реестр исторических мест США в связи с их отношением к Первой мировой войне.